# 콰이쇼우
콰이쇼우(영어: Kwaishou, 콰이쇼우)는 수화( 宿華)와 청이샤오( 程一笑)가 2011년에 설립한 베이징 하이뎬(海淀)구에 본사를 둔 중국의 공공 거래 부분 국영 지주 회사로, 사용자들의 짧은 비디오를 공유하기 위한 모바일 앱, 소셜 네트워크, 그리고 비디오 특수 효과 편집기를 개발하였다. 2019년 기준으로 전 세계 사용자 기반은 2억 명 이상으로 브라질과 같은 8개국에서 구글플레이 및 앱 스토어의 "가장 많이 다운로드된" 목록을 선도하고 있으며 해외 시장에서 주로 "콰이"라고 불린다. 콰이쇼우의 해외 팀은 애플리케이션 99의 전 CEO가 이끌고 있으며, 구글, 페이스북, 넷플릭스, 틱톡의 직원들이 회사의 국제적인 확장을 이끌기 위해 영입되었다.

## 사건과 논란

### 데이터 및 개인 정보 문제
2020년 6월 인도 정부는 "데이터 및 개인 정보 문제"를 이유로 다른 58개 앱과 함께 콰이를 금지했다. 최근 몇년간 두 나라 사이의 경쟁적인 관계로 인해 인도에서 점점 더 정치적인 "보이콧 중국" 운동이 있어 인도와 중국 사이의 2020년 국경 분쟁도 이 금지에 역할을 했을 수 있다.

### 인터넷 기업 규제
2021년 2월 홍콩 데뷔 당시 콰이쇼우 주가는 194% 상승했다. 콰이쇼우는 중국 인터넷 기업에 대한 규제로 타격이 더 심한 기업 중 하나로 성장 이후 최고점 대비 주가가 80% 가까이 하락했다. 2021년 12월, 콰이쇼우는 연봉이 미화 157,000달러 이상인 중간 수준의 직원들을 중심으로 직원의 30%를 해고할 것이라고 발표했다. 조직 개편은 콰이쇼우가 비용을 절감하고 손실을 되돌리는 것을 돕기 위해 이루어졌다.